# Velibor Radović
Velibor „Borko” Radović (szerbül: Велибор Радовић) 1972. március 16-án született (Titográdban, a szocialista montenegrói Köztársaságban, (SFR Yugoslavia (most Podgorica))), montenegrói-izraeli állampolgársággal rendelkező profi kosárlabda-játékos.
Radović izraeli állampolgárságot szerzett amíg a Makkabi Tel Avivban és a Makkabi Nész Raanánában játszott 1990-es és 2000-es években. Egy izraeli hölggyel házasodott össze (Míchál), közös gyermekük 2008 december 26-án született Belgrádban, Theodor Radovic-nak hívják. 
A 202 cm magas, 3-as poszton bevethető játékos 2007-től az Albacompban játszik, ahol kemény, kitartó, eredményes munkával szerettette meg magát a közönséggel és nagyban hozzájárult az Albacomp kosárlabdacsapat 2007/2008-as szezon bronzérméhez.
Tagja volt a jugoszláv Junior válogatottnak és az 1991-es junior világbajnokságon is játszott Kanadában.
2010 felhagy az aktív játékkal és a Crvena Zvezda csapatánál, Mihailo Uvalin edző segítője.

## Legjobb eredményei
jugoszláv-, izraeli- és szlovák bajnok, Euroliga győztes, magyar bronzérmes, CEBL-kupa győztes.

## Klubjai
- 1989/1990  Jugoplastika Split
- 1990/1991  Pop 84 Split
- 1991/1992  Split Croatia Insurance
- 1993/1994  Hapóél Naharíjá
- 1994/1995  Makkabi Kirjat Mockín
- 1995/1996  KK Crvena Zvezda
- 1996/1997  Makkabi Tel Aviv
- 1997/1998  Makkabi Tel Aviv
- 1998/1999  Makkabi Tel Aviv
- 1999/2000  Makkabi Nész Raanáná
- 2000/2001  Makkabi Tel Aviv
- 2001/2002  Makkabi Nész Raanáná
- 2002/2003  KK Crvena Zvezda
- 2003/2004  SLUC Nancy
- 2004/2005  Keravnos Keo
- 2005/2006  Hapóél Tel Aviv
- 2006/2007  Slávia TU Košice
- 2007/2008 Albacomp
- 2008/2009 Albacomp
- 2009/2010  Albacomp